# Жарко Рувидић
Жарко Рувидић (Лесковац, 27. мај 1880 — Београд, 23. децембар 1947) био је српски лекар интерниста, санитетски генерал, начелник Санитетског одељења Министарства војске и морнарице Краљевине Југославије од 1936. до 1940. године.

## Живот и рад
Жарко Рувидић рођен је у Лесковцу 27. маја 1880. године. Основну школу завршио је у Шапцу. Прву Београдску гимназију завршио је 1898. године. Након завршене средње школе студије медицине започео је на Медицинском факултету у Грацу, а наставио у Бечу, где је и дипломирао 1904. године, као војни питомац. Специјализирао је интерну медицину. Првих дана јануара 1905. године ступа у војну службу као санитетски поручник, најпре као пуковски лекар 6. пешадијског пука у Београду. Крајем септембра 1906. године одлази у Пожегу где је постављен за трупног лекара гарнизона и управника амбуланте. Као трупни лекар имао је прилику да упозна живот војске и проблематику трупне санитетске службе. Специјализирао је интерну медицину у Бечу 1909-1910. године код професора Едуарда фон Нојсера и посебно се бавио туберкулозом.
У Балкански ратовима био је пуковски лекар 12. пука, шеф Унутрашњег одељења Војне болнице у Скопљу. У Првом светском рату 1914. био је референт санитета и командир болничке чете Дринске дивизије. Преболео је пегавац 1915. године, прешао преко Албаније. На Солунском фронту успешно је организовао евакуацију и збрињавање рањеника у току Кајмакчаланске битке. Од 1917-1918. био је шеф Унутрашњег одељења и управник Војне болнице Престонаследник Александар у Солуну. Пред офанзиву 1918. године постављен је за референта санитета Југословенске дивизије. После рата 1919. године постављен је за управника Сарајевске војне болнице, која постаје болница II армијске области. Др Жарко Рувидић је био лични лекар војводе Живојина Мишића и налазио се његовој пратњи на лечењу у Француској 1920. године. У периоду од октобра 1921. године до августа 1927. године био је шеф интерног одељења Сталне војне болнице I армијске области и стални члан Војно–санитетског комитета поред редовне дужности. Александар I Карађорђевић 1. децембра 1925. године, а на предлог Министра Војске и Морнарице унапређује др Жарка Рувидића у чин санитетског бригадног генерала. Од августа 1927. године до маја 1928. године био је начелник Санитетског одељења V армијске области у Нишу. Од маја 1928. године поново постаје шеф интерног одељења Сталне војне болнице I армијске области. Јуна 1930. године  потврђен на истој дужности шефа интерног одељења сада Главне војне болнице која је била преименована Стална војна болница. Новембра 1932. године постаје шеф новоформираног I интерног одељења Главне војне болнице. На тој дужности остаје до августа 1934. године када је постављен за помоћника начелника Санитетског одељења од Министарства Војске и Морнарице. 13. марта 1936. године постављен је за начелника Санитетског одељења Министарства Војске и Морнарице. Петар II Карађорђевић на предлог Министра Војске и Морнарице 6. септембра 1936. године унапредио га је и чин санитетског генерала. На тој дужности је остао до 28. септембра 1940. године када је стављен на располагање. Пензионисан је последњег дана 1940. а реактивиран је на истом положају пар месеци касније током 1941. године. У Априлском рату није заробљен и окупацију је провео у Београду.
Био је дугогодишњи члан и председник Главног санитетског савеза, члан ГО и председник Санитетске секције Друштва Црвеног крста Југославије, председник и наставник Школе за нудиље, делегат Југославије на дипломатској конференцији у Женеви 1929. године на којој је донета Женевска конвенција за побољшање судбине рањеника и болесника у војскама у рату. Био је активни учесник на бројним конгресима и другим скуповима војне медицине, Црвеног крста и других стручних скупова у земљи и иностранству; био је члан управе Лекарске коморе, председник српске и југословенске Лиге против туберкулозе, један од оснивача Југословенског физиолошког друштва, потпредседник Друштва лекара БиХ, активно је учествовао и њиховом раду. Био је активан члан Српског лекарског друштва и његових секција.
Као начелник војног санитета допринео је реорганизацији санитетске службе доношењем нове Ратне санитетске службе у војсци, Санитетске службе у миру, Уредбе о сузбијању туберкулозе у војсци. Основао је Фонд за сузбијање туберкулозе, обновио Интернат војних питомаца за обезбеђење лекарског кадра у војном санитету.
Написао је велики број стручних и научних радова који су излазили и Српском архиву, Војно-медицинском гласнику, Медицинском прегледу, Физиолошком гласнику, Ратнику и у појединим мањим часописима. Сви ови радови и чланци углавном су расправљали проблеме респираторне и кардио-васкуларне патологије, а износили су његова искуства из војне медицине и војно-медицинске организације у ратовима, тако да представљају драгоцен прилог за историју нашег санитета.
За своју дугу и савесну службу одликован бројним високим домаћим и страним одликовањима. Био је ожењен и имао је једног сина.
Преминуо је након Другог светског рата, 23. децембра 1947. Сахрањен је на Новом гробљу.

## Рад на регрутовању нових војних доктора
Као начелник санитетског оделења 1929. године, донео је уредбу о стипендирању војно државних питомаца на Медицинском факултету у Београду. Његова идеја је била да би они након завршетка студија били активирани у војску. Од многобројних стипендиста издвојила су се двојца Гојко Николиш и Миољуб Кичић који ће у постати генерали у Југословенској народној армији и заузимати истакнута места у санитету.

## Одликовања

### Домаћа одликовања
- Сребрна Медаља Милоша Обилића
- Орден Белог орла V реда
- Орден Белог орла IV реда
- Орден Белог орла III реда
- Орден Светог Саве V реда
- Орден Светог Саве IV реда
- Орден Светог Саве III реда
- Орден Светог Саве II реда
- Орден Југословенске круне II реда
- Крст милосрђа
- Орден Црвеног крста

### Инострана одликовања
- Национални орден Легије части IV реда
- Национални орден Легије части III реда
- Грчки орден Св. Спаситеља

Добитник је и армијске похвале за успешну евакуацију рањеника у Кајмакчаланској бици

## Унапређење у чинове
| Питомац Каплар | Питомац Поднаредник | Питомац Наредник | Потпоручник    | Поручник         | Капетан Друге класе |
| -------------- | ------------------- | ---------------- | -------------- | ---------------- | ------------------- |
|                |                     |                  |                |                  |                     |
| Није унапређен | Није унапређен      | Није унапређен   | Није унапређен | 28. јануар 1905. | 1910.               |

| Капетан Прве класе | Мајор | Потпуковник | Пуковник | Бригадни генерал  | Санитетски генерал |
| ------------------ | ----- | ----------- | -------- | ----------------- | ------------------ |
|                    |       |             |          |                   |                    |
| 1912.              | 1914. | 1916.       | 1921.    | 1. децембар 1925. | 6. септембар 1936. |